# Призвание (премия)
Национальная премия «Призвание» (Премия «Призвание», Премия лучшим врачам России «Призвание», Всероссийская премия «Призвание») — это общественная медицинская премия Российской Федерации. Награда учреждена в декабре 2000 года совместно «Первым каналом» (тогда ещё каналом «ОРТ»), Минздравом России и Фондом «Призвание» (известным также как «фонд Елены Малышевой»). Премия вручается ежегодно с 2001 года по нескольким номинациям. Торжественная церемония вручения премии ежегодно проходит в канун Дня медицинского работника и транслируется на Первом канале в третье воскресенье июня, широко освещается в СМИ. По традиции, торжественную церемонию ведут Елена Малышева и Народный артист России Александр Розенбаум (бывший врач «Скорой помощи»). Начиная с 2006 года в каждом вручении премии «Призвание» участвует Дмитрий Анатольевич Медведев (в качестве Премьера Правительства РФ или в качестве Президента РФ в те годы, когда он занимал этот пост). Д. А. Медведев открывает церемонию вступительной речью. В некоторые годы он вручал премии лично лауреатам. В некоторые годы Д. А. Медведев не присутствовал лично, а направлял приветственное письмо, которое зачитывал Министр здравоохранения. В качестве почётных гостей на церемонии присутствовали в разные годы лауреаты Нобелевской премии по медицине Джеймс Уотсон, Ферид Мюрад, Кэрол Грайдер, Барри Дж. Маршалл и др. Первым лауреатом Премии «Призвание» в 2001 году стал профессор З. И. Кекелидзе — за спасение экипажа российского самолёта, попавшего в плен к афганским талибам.

## Положение о премии
Согласно Положению о премии, «Призвание» — это премия лучшим врачам страны, а также представителям немедицинских специальностей, внесшим большой вклад в развитие медицины.
Номинанта на премию может выдвинуть профессиональная ассоциация врачей, коллектив врачей или любой доктор, коллектив больных или один пациент, администрация лечебно-профилактического, учебно-медицинского или научно-медицинского учреждения. Каждая заявка проходит многоступенчатую проверку, экспертизу, работы номинантов рецензируются независимыми экспертами. Победители выбираются на конкурсной основе путём тайного голосования членов Попечительского совета.
Лауреатам премии в каждой из номинаций вручается скульптура «Золотые руки врача держат хрустальную жизнь человека», представляющая собой позолоченную статуэтку в виде двух ладоней, направленных вверх из цилиндрического постамента, которые удерживают кристалл хрусталя, выполненный в форме вытянутой неравнобедренной тетраэдрически-ромбической призмы, на передней-верхней грани которой выгравировано стилизованное изображение человеческого сердца.
Кроме статуэтки лауреатам вручается денежное вознаграждение в один миллион российских рублей.

## Номинации
Премия «Призвание» вручается по следующим номинациям:
- «За проведение уникальной операции, спасшей жизнь человека» — Вручается врачу-хирургу и/или хирургической бригаде, которые провели уникальную операцию, а также представителям немедицинских профессий, принимавших участие в этой операции.
- «За создание нового метода лечения» — Вручается врачам любых специальностей за разработку и внедрение оригинального нового метода лечения, который сокращает сроки лечения и ускоряет реабилитацию пациентов.
- «За создание нового метода диагностики» — Вручается врачам любых медицинских специальностей, а также немедицинских профессий за создание новых методов диагностики.
- «За создание нового направления в медицине» — Вручается коллективам врачей, а также представителям немедицинских профессий, создавшим новое направление в медицине или медицинскую службу.
- «За вклад в развитие медицины, внесённый представителями фундаментальной науки и немедицинских профессий» — Вручается представителям фундаментальной науки и немедицинских профессий за проведение фундаментальных исследований, а также за разработку и внедрение медицинских приборов и лекарств.
- «За верность профессии» — Вручается врачам, проработавшим в медицине не менее 50 лет и внесшим большой вклад в развитие здравоохранения.
- «Специальная премия врачам, оказывающим помощь пострадавшим во время войн, террористических актов и стихийных бедствий» — Вручается врачам, оказывающим помощь пострадавшим во время войн, террористических актов и стихийных бедствий и проявившим личный героизм и безмерное мужество.

С 2003 года вручается премия «Призвание» и по дополнительной номинации, не упомянутой в Положении о премии — «Специальная премия Первого канала». В некоторые годы по отдельным номинациям премия «Призвание» не вручалась ввиду отсутствия достойных номинантов, удовлетворявших всем критериям. В иные годы по отдельным номинациям лауреатами становились сразу два или более врача или медицинских коллектива.

## Лауреаты

### 2001 год
Номинация «За проведение уникальной операции, спасшей жизнь человека»
Лауреаты — доктор Вячеслав Андреевич Бахтин и анестезиолог Анатолий Васильевич Михеев (г. Киров). Награждены за проведение уникальной операции при сквозном ранении сердца.
Номинация «За создание нового метода лечения»
Лауреат — доктор Владимир Сергеевич Козлов (г. Ярославль). Награждён за создание нехирургического метода лечения гайморита с помощью уникальной отечественной системы.
Номинация «За создание нового метода диагностики»
Лауреаты — доктора Александр Сергеевич Иова и Юрий Анатольевич Гармашов (г. Санкт-Петербург). Награждены за создание новых методов диагностики труднодоступных поражений головного мозга у детей.
Номинация «За создание нового направления в медицине»
Лауреат — доктор Зураб Ильич Кекелидзе (г. Москва). Награждён за создание психиатрической реанимации — службы психотерапевтической поддержки людей в экстремальных ситуациях.
Номинация «За вклад в развитие медицины, внесённый представителями фундаментальной науки и немедицинских профессий»
Лауреаты — учёные Леонид Валентинович Розенштраух и Эмиль Наумович Соболь (г. Москва).
Номинация «За верность профессии»
Лауреат — доктор Зоя Сергеевна Миронова (г. Москва).
Номинация «Специальная премия врачам, участникам боевых действий и ликвидации последствий стихийных бедствий и катастроф»
Лауреаты — группа хирургов и анестезиологов под руководством доктора Юрия Ивановича Сикорского (г. Краснодар). Награждена за проведение уникальной операции в боевых условиях с риском для жизни.

### 2002 год
Номинация «За проведение уникальной операции, спасшей жизнь человека»
Лауреат — доктор Владимир Алексеевич Порханов (г. Краснодар). Награждён за проведение двух уникальных для российской и мировой практики операций по лечению тяжелых поражений лёгких и трахеи.
Номинация «За создание нового метода лечения»
Лауреат — доктор Мариус Стефанович Плужников (г. Санкт-Петербург). Награждён за разработку методологии и технологии использования лазерной техники в лечении болезней уха, горла и носа.
Номинация «За создание нового метода диагностики»
Лауреаты — группа судебно-медицинских экспертов под руководством доктора Виталия Васильевича Томилина (г. Москва). Награждены за создание технологии идентификации личности человека.
Номинация «За создание нового направления в медицине»
Лауреаты — группа врачей под руководством доктора Яна Михайловича Луцкого (г. Москва). Награждены за создание службы детской токсикологии.
Номинация «За вклад в развитие медицины, внесённый представителями фундаментальной науки и немедицинских профессий»
Лауреаты — группа учёных под руководством Феликса Федоровича Белоярцева (Пущино, Московская область). Награждены за создание препарата «Перфторан».
Номинация «За верность профессии»
Лауреат — академик доктор Федор Григорьевич Углов (г. Санкт-Петербург).
Номинация «Специальная премия врачам, участникам боевых действий и ликвидации последствий стихийных бедствий и катастроф»
Лауреаты — военные врачи Рашид Муртузалиевич Техилов (г. Санкт-Петербург), Владимир Георгиевич Гнилорыбов, Александр Иванович Сахаров, Александр Романович Статкевич (г. Москва), Виктор Николаевич Юрьев, Ахад Магомедович Ахадов (г. Ростов-на-Дону). Награждены за спасение жизни рядового солдата.
Лауреат — военный врач Алексей Борисович Ильин (г. Санкт-Петербург).

### 2003 год
Номинация «За проведение уникальной операции, спасшей жизнь человека»
Лауреаты — доктора Геннадий Львович Колосов и Александр Евгеньевич Алехин (г. Прокопьевск). Награждены за проведение уникальной операции по спасению шахтёра, которая была проведена прямо в шахте во время продолжающегося завала.
Номинация «За создание нового метода лечения»
Лауреат — доктор Виктор Петрович Поляков (г. Самара). Награждён за создание нового метода хирургического лечения дилатационной кардиомиопатии.
Номинация «За создание нового метода диагностики»
Лауреат — доктор Надежда Николаевна Прутовых (г. Новосибирск). Награждена за создание нового метода диагностики спаечной болезни у детей.
Номинация «За создание нового направления в медицине»
Лауреаты — группа детских гематологов-онкологов под руководством доктора Александра Григорьевича Румянцева. Награждены за создание нового направления в медицине — детской онкогематологии и разработку нового международного протокола лечения рака крови у детей.
Номинация «За вклад в развитие медицины, внесённый представителями фундаментальной науки и немедицинских профессий»
Лауреаты — группа психологов и логопедов под руководством психолога Виктора Марковича Шкловского. Награждены за создание системы нейрореабилитации и восстановления больных с очаговыми поражениями головного мозга при тяжелых последствиях инсульта и черепно-мозговой травмы.
Номинация «За верность профессии»
Лауреат — доктор Борис Васильевич Петровский (г. Москва).
Номинация «Специальная премия врачам, участникам боевых действий и ликвидации последствий стихийных бедствий и катастроф»
Лауреаты — группа врачей под руководством Леонида Михайловича Рошаля: Размик Кешишян, Леонид Пужицкий, Ольга Карасёва, Олег Граников, Денис Ратин, Алишер Максумов, Татьяна Иванова, Олимжан Исхаков, Сергей Никишов, Андрей Саратовский. Награждены за оказание помощи детям — жертвам террористических актов, аварий и катастроф.
Номинация «Специальная премия Первого канала»
Лауреаты — группа детских хирургов под руководством доктора Александра Юрьевича Разумовского.

### 2004 год
Номинация «За проведение уникальной операции, спасшей жизнь человека»
Лауреаты — хирурги Дмитрий Анатольевич Морозов и Вадим Викторович Берлинский (г. Саратов). Награждены за проведение уникальной операции по спасению новорождённого ребёнка.
Номинация «За создание нового метода лечения»
Лауреаты — бригада травматологов и ортопедов под руководством доктора Александра Андреевича Лака (г. Красноярск). Награждены за разработку новой отечественной технологии для лечения искривления позвоночника у детей.
Номинация «За создание нового направления в медицине»
Лауреат — доктор Валентина Александровна Петеркова (г. Москва). Награждена за разработку системы диагностики и лечения низкорослости у детей.
Номинация «За вклад в развитие медицины, внесённый представителями фундаментальной науки и немедицинских профессий»
Лауреаты — Гарри Израйлевич Абелев и Юрий Семёнович Татаринов (г. Москва). Награждены за изучение фундаментальных основ выявления белков-маркеров рака.
Номинация «За верность профессии»
Лауреат — доктор Юрий Федорович Исаков (г. Москва).
Лауреат — академик Борис Алексеевич Королев.
Номинация «Специальная премия врачам, участникам боевых действий и ликвидации последствий стихийных бедствий и катастроф»
Лауреаты — группа врачей под руководством доктора Сергея Федоровича Гончарова (г. Москва).
Номинация «Специальная премия Первого канала»
Лауреаты — бригада врачей под руководством Сергея Владимировича Готье (г. Москва).

### 2005 год
Номинация «За проведение уникальной операции, спасшей жизнь человека»
Лауреаты — группа врачей под руководством доктора Вадима Николаевича Бодни (г. Краснодар). Награждены за спасение пациента, насквозь пронзённого арматурой.
Лауреаты — группа врачей под руководством Владимира Дмитриевича Федорова — Илья Михайлович Буриев, Валерий Алексеевич Кубышкин, Арнольд Арамович Адамян, Алексей Михайлович Светухин, Альфред Аркадьевич Звягин, Владимир Александрович Вишневский, Владимир Владимирович Казеннов (г. Москва). Награждены за спасение пациента с множественным поражением внутренних органов и проведение серии операций в течение 2 лет.
Номинация «За создание нового метода лечения»
Лауреаты — группа врачей под руководством доктора Евгения Семёновича Бочарникова (г. Омск). Награждены за создание системы медицинской помощи больным при химических ожогах.
Номинация «За создание нового направления в медицине»
Лауреаты — группа врачей под руководством доктора Николая Николаевича Володина (г. Москва, Смоленск, Астрахань, Уфа). Награждены за создание перинатологии как науки и нового направления в медицине.
Номинация «За вклад в развитие медицины, внесённый представителями фундаментальной науки и немедицинских профессий»
Лауреаты — Александр Михайлович Недуев и Сергей Васильевич Еремеев (г. Переславль-Залесский, Ярославская область). Награждены за создание портативного рентгеновского аппарата.
Номинация «За верность профессии»
Лауреаты — Александра Ивановна Павлинова (г. Арсеньев, Приморский край), Михаил Израйлевич Перельман (г. Москва).
Номинация «Специальная премия врачам, участникам боевых действий и ликвидации последствий стихийных бедствий и катастроф»
Лауреаты — группа врачей под руководством доктора Магомедкамиля Алисултановича Шахрудинова (г. Махачкала).
Лауреаты — группа врачей под руководством доктора Андрея Борисовича Сингаевского (г. Санкт-Петербург). Награждены за мужество и высокий профессионализм при выполнении службы в боевых условиях.
Номинация «Специальная премия Первого канала»
Лауреаты — группа хирургов под руководством доктора Игоря Олеговича Голубева (г. Ярославль).

### 2006 год
Номинация «За проведение уникальной операции, спасшей жизнь человека»
Лауреаты — группа врачей, под руководством доктора Владимира Владимировича Подкаменева (г. Иркутск).
Номинация «За создание нового метода лечения»
Лауреат — Людмила Арсентьевна Брусова (г. Москва). Награждена за создание и внедрение в медицинскую практику твердых и мягких имплантатов для исправления дефектов лица.
Номинация «За создание нового метода диагностики»
Лауреаты — группа врачей под руководством доктора Дмитрия Юрьевича Пушкаря: Леонид Михайлович Гумин, Владимир Валентинович Дьяков и Вадим Валерьевич Данилов. Награждены за создание нового протокола урологического обследования женщин (г. Москва, Владивосток).
Номинация «За создание нового направления в медицине»
Лауреаты — группа травматологов-ортопедов под руководством доктора Геннадия Петровича Котельникова (г. Самара). Награждены за создание нового направления в медицине — гравитационной медицины — и разработку принципиально новых подходов к лечению травм.
Лауреаты — группа врачей под руководством доктора Армаиса Альбертовича Камалова (г. Москва). Награждены за создание нового направления в медицине — науки о мужском здоровье — андрологии как особой медицинской специальности.
Номинация «За вклад в развитие медицины, внесённый представителями фундаментальной науки и немедицинских профессий»
Лауреат — доктор Валентина Васильевна Малиновская (г. Москва). Награждена за фундаментальные исследования системы защиты от вирусов и создание отечественного противовирусного лекарства.
Номинация «За верность профессии»
Лауреат — доктор Александр Павлович Горлов (г. Спасск-Дальний, Дальний Восток).
Номинация «Специальная премия Первого канала»
Лауреаты — группа врачей под руководством доктора Светланы Николаевны Буяновой (г. Москва). Награждены за создание уникальной системы удаления опухолей матки во время беременности и разработку технологии вынашивания беременности после удаления опухоли.

### 2007 год
Номинация «За проведение уникальной операции, спасшей жизнь человека»
Лауреаты — бригада хирургов под руководством доктора Владимира Викторовича Крылова (г. Москва). Награждены за проведение серии уникальных операций по спасению парализованной пациентки с множественными травмами и переломами позвоночника.
Номинация «За создание нового метода лечения»
Лауреаты — доктора Леонид Семёнович Барбараш и Ирина Юрьевна Журавлёва (г. Кемерово) за создание уникальных отечественных биологических протезов клапанов сердца и особого метода их консервации.
Номинация «За создание нового метода диагностики»
Лауреат — доктор Олег Викторович Бейдик (г. Саратов). Награждён за создание компьютерной программы, создающей трёхмерное изображение костей без томографа, с использованием только обычных рентгенограмм.
Номинация «За создание нового направления в медицине»
Лауреат — доктор Амиран Шотаевич Ревишвили (г. Москва). Награждён за создание нового направления в медицине — лечение и предупреждение угрожающих жизни аритмий и предупреждение внезапной смерти.
Номинация «За верность профессии»
Лауреаты — доктор Мария Ивановна Елисеева (г. Пермь) и доктор Елена Евгеньевна Литасова (г. Новосибирск).
Номинация «Специальная премия врачам, участникам боевых действий и ликвидации последствий стихийных бедствий и катастроф»
Лауреаты — бригада врачей аэромобильного госпиталя МЧС России под руководством доктора Игоря Абрамовича Якиревича (г. Жуковский, Московская обл.).
Номинация «Специальная премия Первого канала»
Лауреат — доктор Владимир Олегович Ольшанский (г. Москва) за разработку и внедрение в онкологическую практику новых методов лечения и реабилитации больных с опухолями головы и шеи.

### 2008 год
Номинация «За проведение уникальной операции, спасшей жизнь человека»
Лауреаты — бригада хирургов под руководством доктора Владимира Дмитриевича Паршина (г. Москва). Награждены за проведение первой в мире успешной пересадки трахеи в составе комплекса «щитовидная железа — трахея».
Номинация «За создание нового метода лечения»
Лауреаты — группа гинекологов-онкологов под руководством доктора Елены Григорьевны Новиковой (г. Москва). Награждены за разработку особой технологии лечения рака шейки матки у женщин, дающей им возможность рожать детей.
Номинация «За создание нового метода диагностики»
Лауреат — доктор Юрий Михайлович Захаров (г. Челябинск). Награждён за открытие законов развития красных клеток крови и создание диагностических тестов.
Номинация «За создание нового направления в медицине»
Лауреаты — группа врачей под руководством доктора Николая Евгеньевича Бурова (г. Москва, Томск, Астрахань). Награждены за разработку и создание первой в мире технологии использования нового вида наркоза из инертного газа ксенон и создание нового направления в анестезиологии и других областях медицины по клиническому применению инертного газа ксенон.
Номинация «За вклад в развитие медицины, внесённый представителями фундаментальной науки и немедицинских профессий»
Лауреаты — группа учёных под руководством доктора Николая Павловича Бочкова (г. Москва). Награждены за создание генно-инженерного комплекса для лечения тяжелых поражений сосудов ног.
Номинация «За верность профессии»
Лауреат — Валентина Викторовна Штейн, врач-психиатр Калининградской областной психиатрической больницы № 1.
Номинация «Специальная премия Первого канала»
Лауреаты — интернациональная группа врачей под руководством докторов Алексея Георгиевича Байндурашвили и Александра Леонидовича Егорова (Россия, Украина, Австрия, США). Награждены за первый в истории мировой медицины случай спасения жизни человека, получившего ожоги площадью 98 процентов.

### 2009 год
Номинация «За проведение уникальной операции, спасшей жизнь человека»
Лауреаты — группа нейрохирургов под руководством доктора Дмитрия Николаевича Дзукаева (г. Москва). Награждаются за проведение операции по спасению парализованной пациентки с опухолью позвоночника.
Номинация «За создание нового метода лечения»
Лауреаты — группа врачей под руководством доктора Ларисы Геннадьевны Фечиной (г. Екатеринбург). Награждены за разработку нового метода лечения ранее смертельных и неизлечимых форм рака крови у новорождённых детей.
Номинация «За создание нового направления в медицине»
Лауреаты — группа врачей под руководством докторов Анатолия Ивановича Григорьева и Ксении Александровны Семёновой (г. Москва, Трускавец, Уфа). Награждены за внедрение космических технологий в земную медицинскую практику.
Номинация «За вклад в развитие медицины, внесённый представителями фундаментальной науки и немедицинских профессий»
Лауреат — профессор химии Руслан Ибрагимович Мустафин (г. Казань). Награждён за создание нового типа лекарственных носителей — полимерных комплексов, которые способны высвобождать лекарство в желудочно-кишечном тракте с точно заданной скоростью в точно заданном месте.
Номинация «За верность профессии»
Лауреат — Раиса Георгиевна Кравцева (г. Москва), старейший сотрудник Службы крови России, врач-трансфузиолог.
Номинация «Специальная премия врачам, участникам боевых действий и ликвидации последствий стихийных бедствий и катастроф»
Лауреаты — сводная медицинская бригада экстренного реагирования Федерального медико-биологического агентства России под руководством доктора Константина Валентиновича Котенко (Ставропольский край, Республика Дагестан, Тверь, Москва).
Номинация «Специальная премия Первого канала»
Лауреаты — группа врачей под руководством докторов Александра Григорьевича Чучалина, Петра Казимировича Яблонского и Жильберта Массарда (г. Москва, Санкт-Петербург, Страсбург). Награждаются за проведение первой в России успешной операции по пересадке лёгких погибающей пациентке.

### 2010 год
Номинация «За проведение уникальной операции, спасшей жизнь человека»
Лауреаты — группа хирургов под руководством доктора Кирилла Олеговича Барбухатти (г. Краснодар). Награждены за проведение операции по спасению пациента с множественными колото-резаными ранами.
Номинация «За создание нового метода лечения»
Лауреаты — группа врачей под руководством доктора Ильи Вячеславовича Сажина (г. Новомосковск, Тульская область). Награждены за создание метода эндоскопического лечения гнойных заболеваний мягких тканей.
Номинация «За создание нового направления в медицине»
Лауреаты — группа врачей под руководством докторов Александра Львовича Бейлина, Елены Дмитриевны Беспаловой и Раисы Ивановны Стрюк (г. Москва, Хабаровск, Нижний Новгород, Брянск, Казань, Ростов-на-Дону, Новосибирск). Награждены за создание системы оказания высокоспециализированной междисциплинарной помощи беременным женщинам и новорождённым детям с патологией сердечно-сосудистой системы.
Номинация «За вклад в развитие медицины, внесённый представителями фундаментальной науки и немедицинских профессий»
Лауреаты — группа учёных, инженеров и технологов под руководством инженера Александра Анатольевича Ильина (г. Москва). Награждены за разработку, производство и внедрение нового поколения эндопротезов и имплантатов для лечения заболеваний и травм опорно-двигательного аппарата.
Номинация «За верность профессии»
Лауреат — врач-невролог Дина Израилевна Шапиро (г. Челябинск).
Номинация «Специальная премия врачам, участникам боевых действий и ликвидации последствий стихийных бедствий и катастроф»
Лауреат — подполковник медицинской службы Владимир Владимирович Плескач — врач военно-морского флота.
Номинация «Специальная премия Первого канала»
Лауреат — Владимир Васильевич Бродский, заведующий базовым отделением экстренной и планово-консультативной медпомощи окружной больницы (г. Салехард).

### 2011 год
Номинация «За проведение уникальной операции, спасшей жизнь человека»
Лауреаты — бригада хирургов-онкологов, под руководством доктора Николая Павловича Забазного (г. Москва, Московская городская онкологическая больница № 62). За проведение операции по спасению больного 56 лет с обширным и запущенным раком пищевода с прорастанием в гортань и гортаноглотку и метастазами в региональные лимфоузлы. Такие стадии рака считаются неоперабельными.
Номинация «За создание нового метода лечения»
Лауреат — доктор Михаил Витальевич Михайловский (г. Новосибирск, Клиника детской и подростковой вертебрологии Новосибирского института травматологии и ортопедии). За создание технологии выявления и лечения идиопатического сколиоза у детей.
Номинация «За создание нового метода диагностики»
Лауреаты — коллектив физиков, инженеров, математиков и врачей под руководством доктора Амирана Шотаевича Ревишвили (г. Москва, Научный Центр сердечно-сосудистой хирургии им. А. Н. Бакулева, Московский государственный университет им. М. В. Ломоносова). За разработку нового метода неинвазивного электрофизиологического исследования сердца и создание диагностического комплекса «Амикард», позволяющего обнаруживать очаги возникновения аритмии и ишемии с высочайшей точностью локализации без внедрения в организм человека.
Номинация «За создание нового направления в медицине»
Лауреаты — коллектив врачей под руководством доктора Ивана Ивановича Дедова (г. Москва, Санкт-Петербург, Тюмень, Красноярск, Эндокринологический научный центр, НИИ нейрохирургии им. Н. Н. Бурденко, Московский государственный медицинский университет им. И. М. Сеченова, Тюменская государственная медицинская академия, Красноярский медицинский университет им. В. Ф. Войно-Ясенецкого, Военно-медицинская академия им. С. М. Кирова). За создание системы выявления, лекарственного и хирургического лечения опухолей эндокринной системы.
Номинация «За вклад в развитие медицины, внесённый представителями фундаментальной науки и немедицинских профессий»
Лауреаты — коллектив учёных под руководством инженера Александра Владимировича Наголкина (г. Москва, Кемерово, Невинномысск, ООО НПФ «Поток Интер», Московский государственный университет им. М. В. Ломоносова, Центральный НИИ эпидемиологии, Городская клиническая больница № 57, Кемеровский областной противотуберкулёзный диспансер, ООО «Мегаформат»). За создание технологии обеззараживания воздуха «Поток», внедрение её в медицинскую практику и разработку новых подходов к обеспечению санитарно-эпидемиологической и биологической безопасности воздушной среды в помещении.
Номинация «За верность профессии»
Лауреат — врач-хирург Моисей Львович Глизбург (г. Пушкино, Московская область).
Номинация «Специальная премия врачам, участникам боевых действий и ликвидации последствий стихийных бедствий и катастроф»
Лауреаты — группа врачей-психиатров под руководством доктора Зураба Ильича Кекелидзе (г. Москва, Научный центр социальной и судебной психиатрии им. В. П. Сербского). За создание службы экстренной и неотложной психиатрии для помощи жертвам самых разных катастроф и терактов.
Номинация «Специальная премия Первого канала»
Лауреаты — группа детских кардиохирургов под руководством доктора Леонида Михайловича Миролюбова (Республика Татарстан, г. Казань, Центр детской кардиологии и кардиохирургии, Детская республиканская клиническая больница). За проведение операции по спасению двухмесячного ребёнка, имевшего гигантскую опухоль правого желудочка сердца размером 6 см.

### 2012 год
Номинация «За проведение уникальной операции, спасшей жизнь человека»
Лауреаты — группа акушеров-гинекологов и нейрохирургов под руководством докторов Виктора Леонидовича Тютюнника и Шалва Шалвовича Элиава (Ефим Муневич Шифман, Геннадий Тихонович Сухих, Сергей Васильевич Сокологорский, Наталья Енкыновна Кан, Наталья Вячеславовна Курдюмова), г. Москва, ФГБУ НЦ акушерства, гинекологии и перинатологии им. В. И. Кулакова, НИИ нейрохирургии им. Н. Н. Бурденко. Награждаются за спасение беременной женщины с опухолью мозга и двух её детей.
Номинация «За создание нового метода лечения»
Лауреат — врач травматолог-ортопед Анатолий Федорович Лазарев, г. Москва, ФГБУ ЦИТО им. Н. Н. Приорова. Награждается за создание нового метода атравматичного и малоинвазивного лечения переломов шейки бедра и плеча.
Лауреаты — группа детских травматологов-ортопедов под руководством Алексея Георгиевича Баиндурашвили (Ольга Евгеньевна Агранович, Дмитрий Степанович Буклаев, Екатерина Владимировна Петрова, Артём Николаевич Савенков), г. Санкт-Петербург, ФГБУ НИДОИ им. Г. И. Турнера. Награждаются за создание нового метода хирургического лечения врождённых контрактур суставов верхних и нижних конечностей у детей.
Номинация «За создание нового направления в медицине»
Лауреаты — группа врачей, юристов и пациентов, перенесших рак, под руководством доктора Маргариты Викторовны Казанцевой и юриста Николая Петровича Дронова (Юлия Сергеевна Аристова, Денис Геннадьевич Куров, Эдуард Вильданович Нагуманов, Рустем Шамильевич Хасанов, Марина Борисовна Румянцева, Ольга Викторовна Жаркова, Людмила Михайловна Литвиненко, Инна Васильевна Зарипова, Сергей Викторович Панченко, Ирина Валентиновна Морковкина), гг. Краснодар, Москва, Санкт-Петербург, Владивосток, Кемерово, Екатеринбург, Казань, Ульяновск. Награждаются за создание «Движения против рака».
Номинация «За вклад в развитие медицины, внесённый представителями фундаментальной науки и немедицинских профессий»
Лауреат — учёный-вирусолог, академик, лауреат Государственной премии РФ Дмитрий Константинович Львов, ФГБУ НИИ вирусологии им. Д. И. Ивановского. Награждается за фундаментальные исследования экологии вирусов гриппа, результатом которых явилось выявление пандемических мутантов.
Номинация «За верность профессии»
Лауреаты — семья врачей Надежда Александровна и Владимир Григорьевич Зайцевы. Стаж работы в медицине по 52 года, Иркутская область, посёлок Кутулик, Центральная районная больница.
Номинация «Специальная премия врачам, оказывающим помощь пострадавшим во время войн, террористических актов и стихийных бедствий»
Лауреаты — бригада врачей-комбустиологов под руководством доктора Андрея Анатольевича Алексеева (Александр Эдуардович Бобровников, Михаил Георгиевич Крутиков, Мурман Григорьевич Лагвилава, Сергей Владимирович Смирнов, Павел Александрович Брыгин, Юрий Иванович Тюрников, Николай Всеволодович Утц, Константин Михайлович Крылов, Ирина Владимировна Шлык, Юрий Радиевич Скворцов), г. Москва, Ожоговый центр ФГБУ Института хирургии им. А. В. Вишневского, Ожоговый центр НИИ скорой помощи им. Н. В. Склифосовского, Ожоговый центр ГБУЗ Городская клиническая больница № 36, г. Санкт-Петербург, Отдел термических поражений ГУ СПБ НИИ скорой помощи им. И. И. Джанелидзе, Клиника термических поражений Военно-медицинской академии им. С. М. Кирова. Награждаются за создание системы и организацию скорой медицинской помощи в месте взрыва или пожара, а также за разработку комплексного специализированного лечения ожоговой травмы.
Номинация «Специальная премия Первого канала»
Лауреаты — группа нейрохирургов под руководством Алексея Николаевича Шкарубо (Артём Олегович Гуща, Андрей Юрьевич Лубнин, Николай Александрович Коновалов, Дмитрий Владимирович Сидоркин, Игорь Николаевич Пронин, Александр Алексеевич Кулешов, Герман Анатольевич Пахомов, Михаил Алексеевич Некрасов), г. Москва, ФГБУ НИИ нейрохирургии им. Н. Н. Бурденко, ФГБУ ЦИТО им. Н. Н. Приорова, ФКУЗ ГКБ МВД РФ, ФГБУ НИИ скорой помощи им. Н. В. Склифосовского. Награждаются за разработку уникальной технологии хирургического лечения патологических процессов основания черепа через рот и нос.

### 2013 год
Номинация «За проведение уникальной операции, спасшей жизнь человека»
Лауреаты — нейрохирургическая бригада врачей под руководством доктора Егора Борисовича Колотова (Игорь Константинович Алексеевский, Владимир Геннадьевич Бурло), г. Кемерово, Областная клиническая больница. Награждаются за спасение пациента с разрывом гигантской аневризмы артерии мозга.
Номинация «За создание нового метода лечения»
Лауреаты — группа врачей акушеров-гинекологов и сосудистых хирургов под руководством Марка Аркадьевича Курцера (Олег Александрович Латышкевич, Мария Владимировна Лукашина, Андрей Михайлович Штабницкий, Михаил Дмитриевич Фомин, Юлия Юрьевна Кутакова, Ирина Юрьевна Бреслав, Татьяна Викторовна Алексеева, Борис Юрьевич Бобров, Ашот Михайлович Григорьян, Петрос Мартиросович Багдасарян, Александр Викторович Панин, Елена Игоревна Спиридонова, Елена Николаевна Фомичёва, Ольга Николаевна Лунева), г. Москва, Центр планирования семьи и репродукции человека и Перинатальный центр. Награждаются за создание новой технологии одномоментного проведения родоразрешения, путём кесарева сечения, с одномоментной пластикой матки и мочевого пузыря.
Номинация «За создание нового метода диагностики»
Лауреаты — группа учёных-химиков и врачей-нейрохирургов под руководством учёного-химика Сергея Георгиевича Кузьмина и врача-нейрохирурга Александра Александровича Потапова (Владимир Александрович Охлопков, Всеволод Андреевич Шурхай, Сергей Алексеевич Горяйнов, Алексей Борисович Курносов, Роман Александрович Челяпин, Антонина Борисовна Козлова, Мария Александровна Хить, Денис Александрович Гольбин ,Татьяна Александровна Савельева), г. Москва, Международный научный клинический центр «Интермедбиофизхим», ЗАО «Биоспек» и НИИ нейрохирургии им. Бурденко. Награждаются за создание отечественного фотосенсибилизатора, вызывающего свечение раковой опухоли и разработку метода количественного определения светящихся раковых клеток.
Номинация «За вклад в развитие медицины, внесённый представителями фундаментальной науки и немедицинских профессий»
Лауреаты — учёный-биофизик Вадим Зиновьевич Ланкин и учёный-биохимик Алла Карловна Тихазе, г. Москва, ФГБУ «Российский кардиологический научно-производственный комплекс». Награждаются за разработку новых методов ранней экспресс-диагностики атеросклероза и сахарного диабета.
Номинация «За верность профессии»
Лауреат — хирург Александр Петрович Дубровин, Башкирия, г. Белорецк, Центральная районная клиническая больница.
Номинация «Специальная премия врачам, оказывающим помощь пострадавшим во время войн, террористических актов и стихийных бедствий»
Лауреаты — группа военных врачей под руководством полковника медицинской службы Олега Александровича Попова (Михаил Валентинович Лысенко, Александр Сергеевич Кудряшов, Андрей Иванович Дракин). Награждаются за создание и работу в составе медицинского отряда особого назначения, который работал в горячих точках в России и за рубежом.
Номинация «Специальная премия Первого канала»
Лауреаты — хирургическая бригада врачей-онкологов под руководством доктора Юрия Ивановича Патютко (Алексей Геннадьевич Котельников, Николай Евгеньевич Кудашкин, Александр Радионович Шин), г. Москва, Российский онкологический центр им. Н. Н. Блохина. Награждаются за спасение беременной женщины.

### 2014 год
Номинация «За проведение уникальной операции, спасшей жизнь человека»
Лауреаты — группа врачей-хирургов и анестезиологов под руководством доктора Руслана Андреевича Зефирова (Зайнуллин Ильнур Василович, Малыкин Кирилл Анатольевич, Ванюшин Александр Анатольевич), г. Казань, Республика Татарстан, ГАУЗ Республиканская клиническая больница МЗ РТ. Награждаются за спасение пациента.
Номинация «За создание нового метода лечения»
Лауреаты — группа врачей-хирургов под руководством доктора Сергея Борисовича Богданова (Бабичев Роман Геннадьевич, Поляков Андрей Владимирович, Иващенко Юрий Владимирович, Филиппов Александр Владимирович, Марченко Денис Николаевич), г. Краснодар, Краевая клиническая больница № 1 имени С. В. Очаповского. Награждаются за создание технологии одномоментной послойной пластики лица единым лоскутом кожи пациентам с тяжелыми ожогами лица.
Номинация «За создание нового метода диагностики»
Лауреаты — группа врачей и учёных под руководством Дмитрия Юрьевича Трофимова (Болдырева Маргарита Николаевна, Липова Елена Валерьевна, Луцева Елена Матвеевна, Кузьмина Татьяна Леонидовна, Ворошилина Екатерина Сергеевна, Донников Алексей Евгеньевич, Тумбинская Лидия Викторовна, Гончарова Елена Васильевна, Галкина Ирина Сергеевна), г. Москва, "Научно-производственная фирма «ДНК-Технология», «Научный центр акушерства, гинекологии и перинатологии им. академика В. И. Кулакова», «Учебно-научный медицинский центр» Управления делами Президента РФ; г. Новомосковск Тульской области ООО Медицинский центр «Здоровье»; г. Екатеринбург ГБОУ ВПО "Уральский государственный медицинский университет). Награждаются за создание мультиплексной системы, которая позволяет в реальном времени количественно и качественно определить микробный состав мочеполового тракта у женщин.
Номинация «За создание нового направления в медицине»
Лауреаты — группа врачей под руководством Анатолия Болеславовича Сителя (Кузьминов Кирилл Олегович, Болотов Дмитрий Александрович, Бахтадзе Максим Альбертович, Никонов Сергей Владимирович, Расстригин Сергей Николаевич, Нефедов Александр Юрьевич, Тетерина Елена Борисовна, Канаев Сергей Петрович, Беляков Валерий Викторович, Елисеев Николай Петрович), г. Москва, Государственное бюджетное учреждение здравоохранения Центр мануальной терапии ДЗМ. Награждаются за создание нового направления в медицине и новой специальности «мануальная терапия».
Номинация «За вклад в развитие медицины, внесённый представителями фундаментальной науки и немедицинских профессий»
Лауреат — Эдуард Исаевич Коренберг (г. Москва, НИИ эпидемиологии и микробиологии имени Н. Ф. Гамалеи). Награждается за создание алгоритма диагностики и лечения болезней, передаваемых иксодовыми клещами.
Номинация «За верность профессии»
Лауреат — врач-хирург Лёвушкина Алла Ильинична, г. Рязань, Государственное бюджетное учреждение Рязанской области Городская клиническая больница № 11.
Номинация «Специальная премия врачам, оказывающим помощь пострадавшим во время войн, террористических актов и стихийных бедствий»
Лауреаты — группа санитарных врачей под руководством Геннадия Григорьевича Онищенко (Руденко Екатерина Владимировна, Солохина Валентина Антоновна, Юргина Олеся Михайловна, Морозова Алла Викторовна, Яковлева Наталья Ивановна, Зубун Ирина Владимировна, Лебедева Людмила Андреевна, Каравянская Татьяна Николаевна, Присяжнюк Елена Николаевна, Мясоедов Сергей Алексеевич, Коренева Наталья Алексеевна, Малеханова Лия Юрьевна, Снеткова Ирина Петровна, Афанасьев Максим Владимирович, Носков Алексей Кимович, Михайлов Леонид Михайлович, Косилко Сергей Александрович) г. Москва, Амурская область, Хабаровский край, Еврейская АО, подразделения Федеральной службы по надзору в сфере защиты прав потребителей и благополучия человека. Награждаются за проведение санитарно-эпидемиологических мероприятий на территории восточных регионов России, пострадавших от наводнения.
Номинация «Специальная премия Первого канала»
Лауреаты — группа врачей — детских хирургов под руководством доктора Александра Юрьевича Разумовского (Геодакян Оганес Спартакович, Афуков Иван Игоревич), г. Москва, Государственное бюджетное учреждение здравоохранения «Детская городская клиническая больница № 13 им. Н. Ф. Филатова». Награждаются за спасение ребёнка, путём проведения операции с использованием ЭКМО.

### 2015 год
Номинация «За проведение уникальной операции, спасшей жизнь человека»
Лауреаты — три группы врачей-хирургов и анестезиологов докторов Равиля Муратова, Алексея Сергеева и Виктора Тютюнника. За проведение серии уникальных операций по спасению беременной женщины с полным тромбозом искусственного клапана сердца.
Номинация «За создание нового метода лечения»
Лауреаты — группа детских онкологов-гематологов под руководством доктора Александра Карачунского. За создание нового оригинального протокола лечения острой лимфобластной лейкемии у детей, названного «Москва-Берлин» и внедрённого в клиниках России, Белоруссии, Германии, Армении и Узбекистана..
Номинация «За создание нового метода диагностики»
Лауреаты — группа врачей и судебно-медицинских экспертов под руководством доктора Юрия Пиголкина. За создания нового гистологического метода определения возраста костной ткани по костным останкам.
Номинация «За вклад в развитие медицины, внесённый представителями фундаментальной науки и немедицинских профессий»
Лауреаты — группа учёных и врачей под руководством учёного-генетика Максима Филипенко (ИХБФМ СО РАН) и доктора Андрея Продеуса. За создание оригинального метода ранней диагностики врождённых иммунодефицитов у детей с помощью методики полимеразной цепной реакции (ПЦР).
Номинация «За верность профессии»
Лауреат — доктор Магомедов Хасбула Магомедович. Стаж работы в медицине 53 года (Республика Дагестан Дахадаевский район, с. Уркарах, Дахадаевская центральная районная больница).
Номинация «Специальная премия Первого канала»
Лауреаты — две группы врачей-хирургов под руководством докторов Леонида Сатанина и Александра Иванова. Выдвигаются за одновременное проведение четырёх операций для удаления черепно-мозговой грыжи и устранения грубых пороков развития лицевого скелета у годовалого ребёнка.

### 2016 год
Номинация «За проведение уникальной операции, спасшей жизнь человека»
Лауреаты — бригада детских хирургов и анестезиологов под руководством доктора Артёма Евгеньевича Неудачина (Латыпова Гюзель Гайнуловна, Мингулов Фарис Фуатович, Мансурова Эльвира Фалитовна, Бадертдинов Рустем Фагитович). (Республика Башкортостан, г. Уфа, ГБУЗ «Республиканская детская клиническая больница». Награждаются за спасение новорождённой девочки.
Номинация «За создание нового метода лечения»
Лауреаты — детские хирурги Василий Викторович Николаев и Андрей Валерьевич Писклаков. Г. Москва, Российская детская клиническая больница, г. Омск, Омский Государственный медицинский университет. Награждаются за разработку и внедрение в практику технологии лечения тяжелых заболеваний органов таза у детей, выходящих за рамки одной медицинской специальности.
Номинация «За создание нового метода диагностики»
Лауреаты — команда врачей-психиатров под руководством доктора Татьяны Анатольевны Рогачёвой (Мельникова Татьяна Сергеевна, Краснов Валерий Николаевич). Награждаются за разработку и внедрение в практику ряда регионов России новой методики дифференцированного подхода к оценке качества ремиссии при эпилепсии на основе специального анализа данных электрической активности мозга.
Номинация «За верность профессии»
Лауреат — акушер-гинеколог Роза Гавриловна Скачедуб, г. Пермь, ГБУ Пермского края «Медсанчасть № 9 им. М. А. Тверье». Стаж работы врачом — 71 год.
Номинация «Специальная премия врачам, оказывающим помощь пострадавшим во время войн, террористических актов и стихийных бедствий»
Лауреаты — команда пластических хирургов и трансплантологов под руководством доктора Марии Александровны Волох (Калакуцкий Николай Викторович, Кикория Нона Георгиевна, Лесняков Антон Федорович, Романова Евгения Сергеевна, Китачев Кирилл Витальевич, Кравчук Вячеслав Николаевич, Кусай Александр Сергеевич, Поваренков Алексей Сергеевич, Скворцов Андрей Евгеньевич, Сухарев Андрей Евгеньевич, Мантурова Наталья Евгеньевна, Восканян Сергей Эдуардович, Губарев Константин Константинович). г. Санкт-Петербург, Военно-медицинская академия имени С. М. Кирова, Северо-западный государственный медицинский университет имени Мечникова, г. Москва, Российский национальный исследовательский медицинский университет имени Н. И. Пирогова, ФМБА России. Награждаются за проведение первой в России и первой в мире операции по пересадке сложного комплекса тканей лица вместе с хрящами и слизистой оболочкой 19-летнему пациенту.
Номинация «Специальная премия Первого канала»
Лауреаты — бригада хирургов-онкологов под руководством доктора Андрея Андреевича Иванникова (Орлов Иван Васильевич, Овсянников Александр Николаевич). г. Тамбов, Тамбовский областной онкологический клинический диспансер. Награждаются за спасение 88-летнего пациента.

### 2017 год
Номинация «За проведение уникальной операции, спасшей жизнь человека»
Лауреаты — бригада хирургов под руководством профессора Нижегородской медицинской академии, доктора медицинских наук Александра Павловича Медведева (Лашманов Дмитрий Иванович, Бобер Виктор Маркович, Мельников Николай Юрьевич). (г. Нижний Новгород, ФГБОУ ВО «Нижегородская государственная медицинская академия МЗ РФ», ГБУЗ «Специализированная кардиохирургическая клиническая больница») Награждаются за спасение беременной женщины с тромбоэмболией легочной артерии.
Номинация «За создание нового метода лечения»
Лауреаты — группа детских хирургов под руководством доктора Владимира Владимировича Подкаменева (Кондрашина Оксана Геннадьевна, Михайлов Николай Иванович). (г. Иркутск, ФГБОУ ВО «Иркутский государственный медицинский университет МЗ РФ», «Городская Ивано-Матренинская детская клиническая больница»). Награждаются за разработку и внедрение в практику нового метода нехирургического лечения травм и разрывов селезёнки, позволяющих сохранить этот орган.
Номинация «За создание нового метода диагностики»
Лауреаты — группа врачей-онкологов и лаборантов под руководством Святослава Владимировича Зиновьева (Сметанина Светлана Валерьевна, Илларионова Наталья Александровна, Уткин Олег Владимирович, Савостикова Марина Владимировна). (г. Нижний Новгород, ГБУЗ «Нижегородский областной клинический онкологический диспансер», ФБУН «Нижегородский научно-исследовательский институт эпидемиологии и микробиологии им. академика И. Н. Блохиной», г. Москва, ФГБУ РОНЦ им. Н. Н. Блохина). Награждаются за разработку и внедрение в практику ряда регионов России новой методики диагностики рака с помощью биочип-тест систем, позволяющей проводить многопараметрический анализ белков опухоли, совмещённый с одномоментным морфологическим исследованием.
Номинация «За вклад в развитие медицины, внесённый представителями фундаментальной науки и немедицинских профессий»
Лауреаты — учёные-физики Владимир Сергеевич Хорошков и Геннадий Иванович Кленов (г. Москва, Институт теоретической и экспериментальной физики им. А. И. Алиханова Национального исследовательского центра «Курчатовский институт»). Награждаются за фундаментальные и прикладные исследования по созданию центров протонной медицины.
Номинация «За верность профессии»
Лауреат — врач-пульмонолог Юрий Васильевич Иванов (г. Тула, Городская больница № 10). Награждается за беззаветное служение медицине в течение 58 лет.
Номинация «Специальная премия врачам, оказывающим помощь пострадавшим во время войн, террористических актов и стихийных бедствий»
Лауреаты — группа военных врачей под руководством майора медицинской службы Руслана Николаевича Гузеева (Булатов Дмитрий Николаевич, Ткаченко Анжела Эльмировна, Николаев Александр Михайлович, Ли Игорь Васильевич, Чумаченко Игорь Васильевич, Чаусов Вячеслав Николаевич, Адиаб Аднан Султан, Бурьян Олег Анатольевич, Николаев Семён Николаевич, Соловьёв Вадим Иванович, Сулиманов Ислам Магомедович, Анфёров Антон Викторович, Сидоров Валерий Викторович, Данилов Валерий Павлович, Мамедов Камиль Абдулкадырович, Грозовский Владимир Антонович, Онищенко Дмитрий Валерьевич, Чайников Илья Николаевич, Мелконян Гегам Генрикович, Сенчалов Алексей Александрович, Макеев Сергей Михайлович, Ситников Максим Андреевич, Калимулин Олег Абдулбариевич, Зыкин Евгений Александрович, Жуков Алексей Борисович, Трусова Наталья Николаевна, Емельянов Сергей Анатольевич, Краевский Михаил Юрьевич, Бокач Наталья Викторовна). (г. Хабаровск, Медицинский отряд специального назначения, Военный клинический госпиталь, Центр государственного санитарно-эпидемиологического надзора, Амурская область, г. Белогорск, Военный госпиталь, Хабаровский край, п. Бикин, Военный госпиталь, г. Уссурийск, Военный госпиталь, Приморский край, с. Сергеевка, Военный госпиталь). Награждаются за работу в горячих точках различных стран мира и зонах стихийных бедствий.
Номинация «Специальная премия Первого канала»
Лауреаты — бригада хирургов-трансплантологов под руководством доктора Сергея Владимировича Готье (Попцов Виталий Николаевич, Головинский Сергей Владимирович, Спирина Екатерина Александровна, Нечаев Николай Борисович). (г. Москва, Федеральный научный центр трансплантологии и искусственных органов им. академика В. И. Шумакова). Награждаются за спасение 14-летней девочки и пересадку ей лёгких взрослого донора.

### 2018 год
Лауреаты премии «Призвание» за 2018 год будут названы 16 июня 2019 года на церемонии вручения.

### 2022 год
Номинация «За вклад в развитие медицины, внесённый представителями фундаментальной науки и немедицинских профессий»
Лауреаты — врачи травматологи-ортопеды, учёные под руководством доктора Карякин, Николай Николаевич (Рукин Ярослав Алексеевич (Сеченовский Университет, Москва), Мурылёв Валерий Юрьевич (Сеченовский Университет, Боткинская Больница, Москва), Горбатов Роман Олегович (ФГБОУ ВО «ПИМУ» Минздрава России, Нижний Новгород ), Денисов Алексей Олегович (НМИЦ ТО им. Р.Р. Вредена, Санкт-Петербург), Шубняков Игорь Иванович (НМИЦ ТО им. Р.Р. Вредена, Санкт-Петербург), Корыткин Андрей Александрович (НИИТО им. Я.Л. Цивьяна, Новосибирск), Тихилов Рашид Муртузалиевич (НМИЦ ТО им. Р.Р. Вредена, Санкт-Петербург). Награждены за разработку уникальной технологии восстановления костной ткани.

### 2023 год
Номинация «За проведение уникальной операции, спасшей жизнь человека»
Лауреаты — группа кардиохирургов под руководством доктора Александра Борисовича Романова (Новосибирск). Награждаются за проведение первой в мире операции абляции предсердной тахикардии с помощью роботизированной магнитной навигации.
Номинация «За создание нового метода лечения»
Лауреаты — группа хирургов-онкологов под руководством докторов Валерия Александровича Короткова и Андрея Дмитриевича Каприна (Центр радиологии им. А.Ф. Цыба (Обнинск), Москва,  Нижний Новгород, Курск, Ярославль). Награждаются за создание нового метода хирургического лечения неоперабельных и обречённых раковых пациентов.
Номинация «За создание нового метода диагностики»
Лауреаты — группа врачей-дерматологов под руководством доктора Ирены Леонидовны Шливко (Приволжский медицинский университет, г. Нижний Новгород). Награждаются за создание нового метода дистанционной диагностики новообразований кожи.
Номинация «За вклад в развитие медицины, внесённый представителями фундаментальной науки и немедицинских профессий»
Лауреаты — группа учёных-генетиков и эпидемиологов под руководством доктора Василия Геннадьевича Акимкина (НИИ эпидемиологии Роспотребнадзора, г. Москва). Награждаются за создание первой в истории страны базы данных штаммов различных вирусов.
Номинация «За верность профессии»
Лауреат — врач-анестезиолог Валерий Георгиевич Машинский (Медико-санитарная часть №9, г. Омск). Награждается за преданность профессии врача и беззаветное служение медицине. Стаж врачебной работы — 57 лет.
Номинация «Специальная премия врачам, оказывающим помощь пострадавшим во время войн, террористических актов и стихийных бедствий»
Лауреаты — две группы врачей-хирургов под руководством докторов Дмитрия Юрьевича Кима и Виталия Сергеевича Иванова. Награждаются за беспрецедентное мужество при проведении сложнейших хирургических операций по извлечению невзорвавшихся снарядов из тел пациентов.
Номинация «Специальная премия Первого канала»
Лауреаты — группа сосудистых хирургов под руководством доктора Эдуарда Рафаэловича Чарчяна (Центр хирургии имени Петровского, г. Москва). Награждаются за проведение серии уникальных операций по замене аорты и создание нового направления в медицине — персонифицированной хирургии.

### 2025 год
Номинация «За проведение уникальной операции, спасшей жизнь человека»
Лауреаты — группа врачей-акушеров-гинекологов, эндоваскулярных хирургов, врачей ультразвуковой диагностики под руководством доктора Марка Аркадьевича Курцера (Москва). Награждаются за проведение первой в России операции по лечению порока сердца у плода без прерывания беременности.
Номинация «За создание нового метода лечения»
Лауреаты — группа врачей-нейрохирургов и радиологов под руководством доктора Дмитрия Юрьевича Усачёва (Москва). Награждаются за создание системы реконструктивных операций на сосудах мозга и спасение детей от инсульта.
Номинация «За создание нового метода диагностики»
Лауреаты — группа врачей-генетиков, неонатологов, врачей лабораторной диагностики, иммунологов под руководством докторов Сергея Ивановича Куцева и Елены Николаевны Байбариной (Москва, Уфа, Санкт-Петербург, Краснодар, Ростов-на-Дону, Екатеринбург, Иркутск, Томск). Награждаются за создание и внедрение на всей территории России диагностического тестирования на 36 генетических болезней.
Номинация «За создание нового направления в медицине»
Лауреаты — группа врачей-гематологов, акушеров-гинекологов и анестезиологов-реаниматологов под руководством доктора Елены Николаевны Паровичниковой (Москва, Иркутск, Екатеринбург, Челябинск). Награждаются за разработку и внедрение новых протоколов диагностики и лечения различных форм рака крови во время беременности и спасение двоих — мамы и ребёнка.
Номинация «За вклад в развитие медицины, внесённый представителями фундаментальной науки и немедицинских профессий»
Лауреаты — группа врачей и учёных под руководством доктора Сергея Анатольевича Лукьянова (Москва, Санкт-Петербург). Награждаются за открытие иммунных механизмов болезни Бехтерева и создание первого в мире селективного препарата для лечения болезни Бехтерева.
Номинация «За верность профессии»
Лауреат — хирург-онколог Леонид Семёнович Эльперин (Тамбов). 60 лет в профессии.
Номинация «Специальная премия врачам, оказывающим помощь пострадавшим во время войн, террористических актов и стихийных бедствий»
Лауреаты — группа военных хирургов, травматологов и анестезиологов-реаниматологов под руководством доктора Рустама Рифкатовича Касимова. Награждаются за спасение человека с множественными переломами конечностей, таза, ранением обоих лёгких и сердца.
Лауреат — военный фельдшер, Герой России Людмила Вячеславовна Болилая. Награждена за спасение тяжёлораненого бойца, рискуя собственной жизнью.
Номинация «Специальная премия Первого канала. За подвижничество в медицине»
Лауреаты — группа врачей-онкологов под руководством докторов Светланы Александровны Орловой и Александра Александровича Киршина (Чебоксары, Обнинск, Санкт-Петербург, Казань). Награждаются за спасение безнадёжного пациента с опухолью печени.